# Bazylika Świętej Krwi
Bazylika Świętej Krwi (hol. Basiliek van het Heilig Bloed te Brugge lub w skrócie: Heilig-Bloed Basiliek) – kościół rzymskokatolicki, położony w centrum Brugii przy placu Burg. Zbudowany w XII wieku jako kaplica władców Flandrii jest miejscem przechowywania relikwii będącej podobno Krwią Chrystusa, przywiezionej w XII wieku z Ziemi Świętej przez hrabiego flandryjskiego Thierry'ego Alzackiego. Ze względu na relikwię bazylika jest od stuleci centrum pielgrzymkowym.

## Historia

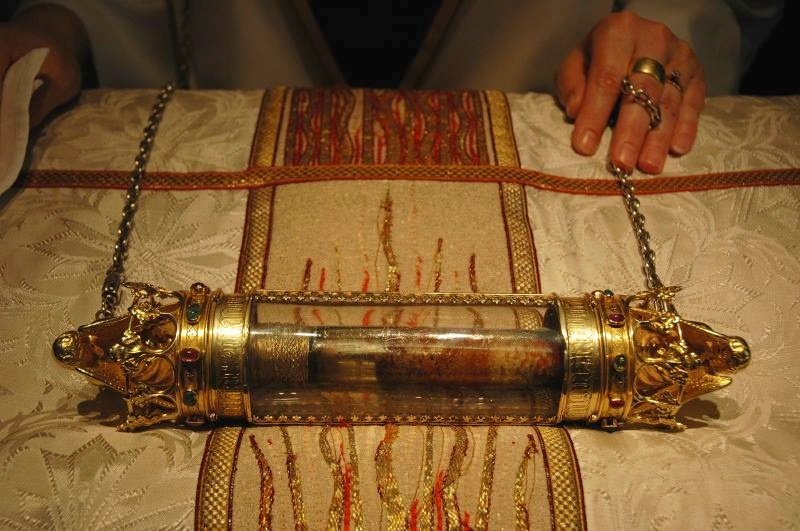
Relikwia Świętej Krwi

Bazylika Świętej Krwi w Brugii jest najczęściej odwiedzanym zabytkiem przy placu Burg i być może w całej Brugii. Wtulona w narożnik placu dekoracyjna, renesansowa fasada skrywa starszy budynek, składający się z dwóch kaplic, oddzielonych klatką schodową. Kaplica dolna, zbudowana w 1139 roku w stylu romańskim dedykowana jest św. Bazylemu Wielkiemu. Kaplica górna nie zachowała się w pierwotnym kształcie, została bowiem przebudowana w 1523 roku i ponownie po rewolucji francuskiej. W końcu XIX wieku otrzymała wystrój neogotycki. 
Jest obecnie miejscem przechowywania relikwii Krwi Świętej, którą stanowi fragment zabarwionej tkaniny będącej, według podań, krwią Chrystusa, otartą po ukrzyżowaniu z jego ciała przez Józefa z Arymatei. Według legendy relikwia ta została przywieziona do Brugii w czasie II wyprawy krzyżowej przez hrabiego flandryjskiego Thierry'ego Alzackiego, który otrzymał ją od patriarchy Jerozolimy i przekazał go kościołowi w 1150 roku. Bardziej prawdopodobne jest jednak, iż relikwia przybyła ze stolicy Bizancjum Konstantynopola, który w 1204 roku został zdobyty przez krzyżowców pod wodzą hrabiego flandryjskiego Baldwina IX.
Relikwia jest umieszczona w kryształowej fiolce, a ta wewnątrz niewielkiego szklanego naczynia ozdobionego na każdym końcu złotą koroną. Relikwia przechowywana jest zwykle w tabernakulum w ołtarzu bocznym, ale jest regularnie wynoszona do adoracji przez wiernych. Każdego roku, w barwnej Procesji Krwi Świętej, organizowanej z okazji święta Wniebowstąpienia, biskup Brugii prowadzi relikwię ulicami miasta, w towarzystwie mieszkańców odtwarzających sceny biblijne.